# Xã Pleasant, Quận Marion, Ohio
Xã Pleasant (tiếng Anh: Pleasant Township) là một xã thuộc quận Marion, tiểu bang Ohio, Hoa Kỳ. Năm 2010, dân số của xã này là 4.773 người.